# 12022 Hilbert
För andra betydelser, se Hilbert (olika betydelser).
12022 Hilbert eller 1996 XH26 är en asteroid i huvudbältet som upptäcktes den 15 december 1996 av den italiensk-amerikanske astronomen Paul G. Comba vid Prescott-observatoriet. Den är uppkallad efter den tyske matematikern David Hilbert.
Asteroiden har en diameter på ungefär 3 kilometer.